# Internationale Hügelregatta
Die Internationale Hügelregatta ist eine auf dem Baldeneysee in Essen ausgetragene, internationale Ruderregatta nach Reglement des internationalen Ruderverbandes FISA. 
Die Hügelregatta geht auf das Jahr 1901 zurück und gehört damit zu den ältesten und traditionsreichsten internationalen Ruderregatten in der Welt. Die Regatta ist benannt nach der Villa Hügel im oberhalb des Baldeneysee im Essener Stadtteil Bredeney, die von Alfred Krupp errichtet wurde und das ehemalige Wohn- und Repräsentationshaus der Industriellenfamilie Krupp war. Die Rennen wurde von mehreren zehntausenden Zuschauern verfolgt und europaweit im Fernsehen übertragen.
Das Rennen der Achter wird um den traditionellen Krupp-Achter-Preis ausgetragen, den der Deutschland-Achter mehrfach gewinnen konnte.
Obwohl sie außerhalb der Wertung des Ruderweltcups stattfindet, zieht die Regatta ein großes, internationales Teilnehmerfeld an. Zuletzt traten z. B. Teilnehmer aus dreizehn Nationen aus Europa, aber auch aus Argentinien, China und Kasachstan an.
Ausrichter der Regatta ist der Essener Ruder-Regattaverein e.V. (ERRV). Sie findet in der Regel alle zwei Jahre statt, zuletzt von 11. bis 13. Mai 2018.
Aufgrund der COVID-19-Pandemie musste die für 15.–17. Mai 2020 geplante 101. internationale Hügelregatta abgesagt werden.